# ECollege
ECollege es una compañía de software con sede en Denver, EE. UU. Fundada en 1996, eCollege se formó como una empresa proveedora de "software como servicio" (Software As a Service, o SaaS) inicialmente con el nombre de "Real Education INC". En 2007, eCollege es adquirida por el grupo de educación Pearson Educación, una compañía proveedora de contenidos impresos y electrónicos en ambientes físicos y virtuales y poseedora a su vez de sellos editoriales tales como Longman, Prentice Hall, Financial Times, Addison Wesley entre otros.
La línea de productos y servicios ECollege está integrada dentro de una única solución SaaS la cual incluye:
- LMS consiste de:
  - Entorno de Aprendizaje, un entorno para administrar, crear y llevar a cabo cursos en línea, con diversas herramientas de aprendizaje, comunicación, colaboración, examen entre otras.
  - Administrador de resultados de Aprendizaje (Learning Outcome Management), para diseñar, evaluar y medir los resultados de aprendizaje de los alumnos que toman cursos y programas educativos en línea.
  - Administrador de reportes Ejecutivos, un sistema para administrar reportes académicos y administrativos para medir la eficiencia terminal, deserción, matriculación y finalización de los alumnos dentro de sus programas educativos en línea.
  - Class Live Pro, un sistema de aulas virtuales para llevar a cabo clases a distancia de manera síncrona (todos conectados al mismo tiempo) con la capacidad para generar y reproducir audio, video, chat, videoconferencia entre otras.

- CMS, consiste de:
  - Content Management System (Administrador de Contenidos), un sistema que administra los contenidos existentes dentro de un curso, y los elementos de cada contenido tales como audio, video, notas, documentos, imágenes, laboratorios virtuales, entre otras.
  - Herramienta de Autoría de Cursos, Un sistema para crear cursos en línea

- Diseño instruccional, consiste de:
  - Desarrollo de cursos, una serie de servicios orientados a diseñar instruccional y pedagógicamente cursos en línea para ser llevados a cabo mediante el LMS y alojados en el CMS